# Oladji

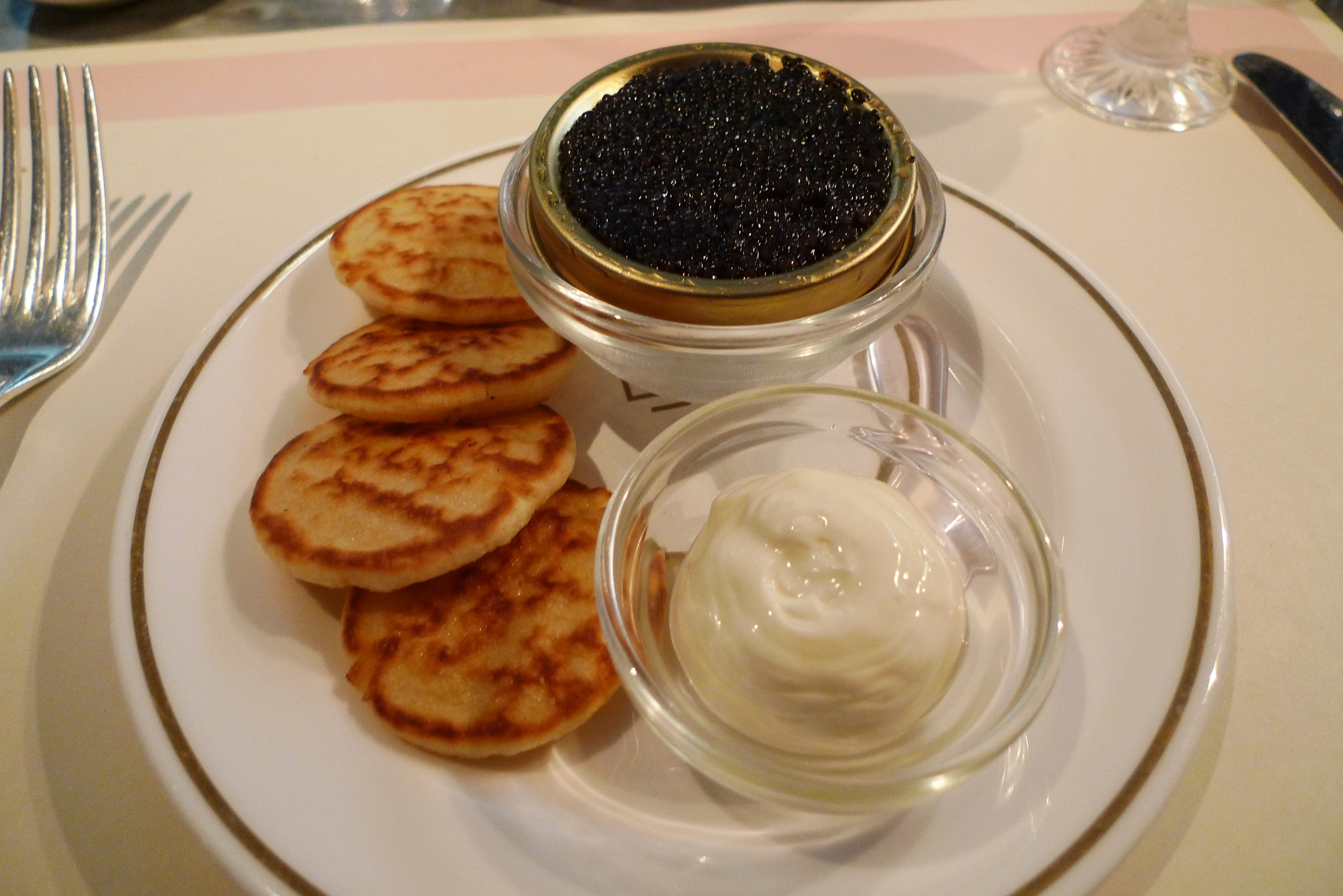
Frisch zubereitete Oladji mit Kaviar und saurer Sahne

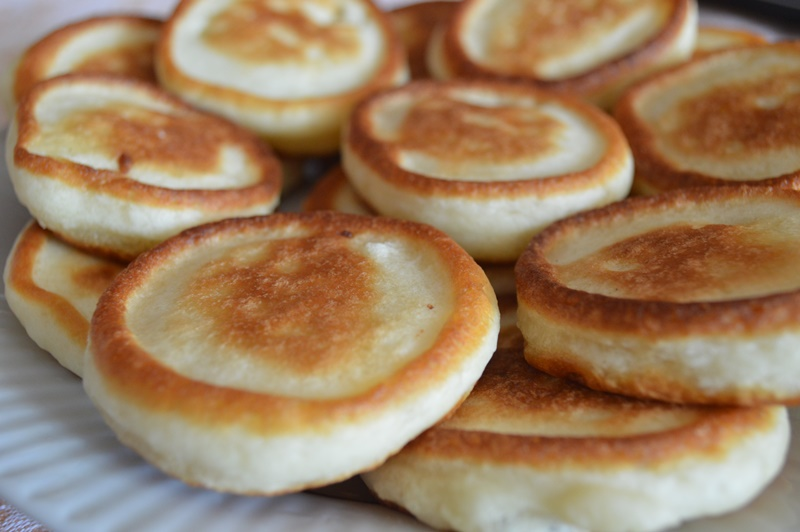
Ukrainische Oladji

Oladji (Pl., russisch оладьи, Singular: оладья oladja = Pfannkuchen; ukrainisch оладки oladky, Sg. оладок oladok) sind eine traditionelle Eierspeise der Russischen Küche und Ukrainischen Küche aus Weizen- oder Buchweizenmehl, Wasser oder Milch und Eiern. Der dicke Teig wird in Butter oder Bratfett (Öl) in kleinen Portionen wie Pfannkuchen ausgebacken und meistens mit süßen Beilagen wie Marmelade, Honig, gezuckerter Kondensmilch, aber auch mit Smetana (sauere Sahne bzw. Schmand) gegessen.
Im westlichen Sprachraum werden Oladji oft mit Bliny verwechselt.